# ガールフレンド・イズ・ベター
「ガールフレンド・イズ・ベター」（Girlfriend Is Better）は、トーキング・ヘッズが1983年に発表した楽曲。

## 概要
トーキング・ヘッズは1982年7月からアルバムの制作を開始。ニューヨークのブランク・テープ・スタジオとシグマ・サウンド・スタジオ、バハマのナッソーのコンパス・ポイント・スタジオでレコーディングは行われた。「ガールフレンド・イズ・ベター」ではバーニー・ウォーレルがシンセサイザーで参加した。
1983年6月1日、5枚目のスタジオ・アルバム『スピーキング・イン・タングズ』が発売。本作品はアルバムA面の3曲目に収録された。
リハーサルに1か月ほど費やし、同年8月からグループはツアーに出た。アルバムに参加したバーニー・ウォーレル（キーボード）、アレックス・ウィアー（ギター）、スティーヴ・スケールズ（パーカッション）らがツアーのメンバーに加わった。また、リン・メイブリーとエドナ・ホルトがバッキング・ボーカルとして加わった。サポートの5人はいずれもアフリカ系アメリカ人であった。
ツアーが始まった頃、ジョナサン・デミが当時の恋人のサンディ・マクロード（Sandy McLeod）とコンサートを見に来た。デミは彼らに「このツアーの映画を作りたい」と申し出た。ちょうどバンドの全員がツアーの記録を残したいと思っていたときであり、デミの1980年の作品『メルビンとハワード』も好きだったため、話はすぐにまとまった。デミは制作中だった映画『スイング・シフト』のゴールディ・ホーンのシーンを撮り直さなくてはならなくなり、代わりにマクロードが1か月間バンドを追いかけ、演奏者やカメラ位置などに関する記録をとった。映画のスタッフは、1983年12月13日から16日にかけてロサンゼルスのパンテージズ劇場で行われたコンサートをフィルムに収めた。
コンサート映画『Stop Making Sense』は1984年4月24日にサンフランシスコ国際映画祭で上映され、同年10月に全国公開された。映画のタイトルは本作品の歌詞「僕らは年をとるにつれ、意味づけするのをやめる／君は待ちわびている彼女を探し当てることはできない／意味づけをやめよ（As we get older and stop making sense / You won't find her waiting long / Stop making sense）」からとられた。
バーンは能の装束を元にして作らせた大柄のスーツに身を包んで「ガールフレンド・イズ・ベター」をうたった。同名のライブ・アルバム『Stop Making Sense』は9月に発売された。同年11月、「ガールフレンド・イズ・ベター」のライブ・バージョンがシングルとして英国などで発売された。B面は「ワンス・イン・ア・ライフタイム」のライブ・バージョン。ニュージーランドでは21位、英国では99位を記録した。